# 卡爾·腓特烈 (安哈特-貝恩堡)
卡爾·腓特烈（德語：Karl Friedrich，1668年7月13日—1721年4月22日），是德國阿斯坎尼家族的王子，曾任神聖羅馬帝國安哈特-貝恩堡親王，於1718年至1721年在位。

## 家庭
1692年，卡爾·腓特烈與索菲·阿爾貝汀（Sofie Albertine）結婚，兩人共有1子2女：
1. 伊莉莎白·阿爾貝汀（德语：Elisabeth Albertine von Anhalt-Bernburg）（1693年—1774年）
2. 維克多·腓特烈（1700年—1765年）
3. 弗蕾德里克·亨麗埃特（1702年—1723年）